# Zebrallo
Per zebrallo, zebroide, zorse o cavabra si intende l'ibrido fra un cavallo ed una zebra (Equus hartmannae, Equus grevyi, Equus quagga ssp. ed Equus zebra): il nome dato all'ibrido è valido sia se si incrocia uno stallone della prima specie ed una giumenta della seconda che viceversa, mentre se la zebra viene ibridata con un pony l'ibrido risultante viene chiamato zony o zebpo. 

## Descrizione
Questo ibrido tende ad avere la forma slanciata ed allungata tipica del cavallo, mentre sul manto (solitamente simile a quello del genitore cavallo) appaiono evidenti le striature tipiche del genitore zebra, in particolare esse sono assai evidenti e sicuramente presenti sulle zampe e sul collo dell'animale, mentre più raramente le si trova ben definite su dorso e testa. Per tale motivo, si tende ad incrociare le zebre con cavalli di un unico colore, poiché esemplari pezzati darebbero origine a prole altrettanto pezzata, con pezzature striate ed altre prive di strisce: tale effetto risulta evidente in Eclyse, uno zebroide nato in Italia da uno stallone di nome Ulysse ed una giumenta di zebra di nome Eclypse o in Abra Cavabra, un raro esemplare ospitato nel parco nazionale del Burkina Faso.
Gli zebroidi sono assai più docili e mansueti delle zebre, anche se sono piuttosto scontrosi: in ogni caso, la conformazione delle spalle è tale che possono essere montati, anche se con difficoltà, mentre la zebra ha spalle troppo strette per essere montata. Sono inoltre assai forti, anche se meno resistenti fisicamente agli sforzi sulla lunga durata, mentre dalla zebra ereditano la resistenza alle epizoozie ed alla tripanosomiasi africana.
I primi casi di ibridazione fra zebre e cavalli furono portati avanti dai Boeri durante le guerre contro l'Inghilterra, quando occorrevano animali resistenti per il trasporto di armi e viveri. Fu però Cossar Ewart ad incrociare sistematicamente uno stallone di zebra con varie giumente di cavallo arabo per compiere studi sulla telegonia: in seguito, anche l'esercito degli Stati Uniti compì esperimenti simili.
Come la maggior parte degli ibridi, questi animali sono tendenti alla sterilità, in particolare quelli con la zebra di Grevy, che spesso addirittura non riesce a fecondare (o venire fecondata) dal cavallo: questo perché i cavalli hanno 64 cromosomi, mentre le varie specie di zebra ne hanno un numero compreso fra i 32 ed i 46, il che porta la maggior parte degli zebralli che nascono ad avere 54 cromosomi.